# 箭药藤属
箭药藤属（学名：Belostemma）是萝藦科下的一个属，为藤本或半灌木植物。该属共有箭药藤（Belostemma hirsutum）等2种，分布于印度、尼泊尔和中国云南南部及四川。